# Franken Challenge 2014
Il Franken Challenge 2014 è stato un torneo di tennis facente parte della categoria ATP Challenger Tour nell'ambito dell'ATP Challenger Tour 2014. È stata la 27ª edizione del torneo che si è giocato a Fürth in Germania dal 2 all'8 giugno 2014 su campi in terra rossa e aveva un montepremi di 35 000 €+H.

## Partecipanti singolare

### Teste di serie
| Nazionalità | Giocatore                | Ranking* | Testa di serie |
| ----------- | ------------------------ | -------- | -------------- |
| Slovenia    | Blaž Rola                | 97       | 1              |
| Austria     | Andreas Haider-Maurer    | 104      | 2              |
| Germania    | Tobias Kamke             | 106      | 3              |
| Slovacchia  | Andrej Martin            | 158      | 4              |
| Stati Uniti | Wayne Odesnik            | 169      | 5              |
| Spagna      | Adrián Menéndez Maceiras | 174      | 6              |
| Francia     | Grégoire Burquier        | 175      | 7              |
| Portogallo  | Gastão Elias             | 178      | 8              |

- Ranking al 26 maggio 2014.

### Altri partecipanti
Giocatori che hanno ricevuto una wild card:
- Johannes Härteis
- Robin Kern
- Kevin Krawietz
- Maximilian Marterer

Giocatori che sono passati dalle qualificazioni:
- Peter Torebko
- Yannick Maden
- Jason Kubler
- Maximilian Neuchrist

Giocatori che hanno ricevuto un entry con un protected ranking:
- Íñigo Cervantes
- Giovanni Lapentti

## Partecipanti doppio

### Teste di serie
| Nazionalità   | Giocatore      | Nazionalità | Giocatore          | Ranking* | Testa di serie |
| ------------- | -------------- | ----------- | ------------------ | -------- | -------------- |
| Germania      | Frank Moser    | Germania    | Alexander Satschko | 233      | 1              |
| Filippine     | Ruben Gonzales | Venezuela   | Roberto Maytín     | 356      | 2              |
| Uruguay       | Ariel Behar    | Stati Uniti | Vahid Mirzadeh     | 375      | 3              |
| Taipei cinese | Lee Hsin-han   | Cina        | Zhang Ze           | 479      | 4              |

- Ranking al 26 maggio 2014.

### Altri partecipanti
Coppie che hanno ricevuto una wild card:
- Andriej Kapaś /  Błażej Koniusz
- Johannes Haerteis /  Maximilian Marterer
- Steven Moneke /  Peter Torebko

## Vincitori

### Singolare
Tobias Kamke ha battuto in finale  Íñigo Cervantes con il punteggio di 6–3, 6–2

### Doppio
Gerard Granollers Pujol /  Jordi Samper Montaña hanno battuto in finale  Adrián Menéndez Maceiras /  Rubén Ramírez Hidalgo con il punteggio di 7–61, 6–2